# Corte permanente di giustizia internazionale
La Corte permanente di giustizia internazionale (CPGI, in francese Cour permanente de justice internationale - CPJI, in inglese Permanent Court of International Justice - PCIJ), talvolta chiamata World Court (Corte mondiale), era la Corte internazionale della Società delle Nazioni fondata nel 1922. Fu sostituita nel 1946 dalla Corte internazionale di giustizia.

## Presidenti della Corte permanente di giustizia internazionale
- Loder (Paesi Bassi) 1921-1924
- Huber (Svizzera) 1925-1927
- Dionisio Anzilotti (Italia) 1928-1930
- M Adatci (Giappone) 1931-1934
- Cecil Hurst (Regno Unito) 1934-1936
- JG Guerrero (El Salvador) 1936-1939
- Cecil Hurst (Regno Unito) 1937-1945